# Gammel Ryomgård
Gammel Ryomgård er en gammel landsbyhovedgård, som fik navnet Ryomgaard i 1576 og blev kaldt Gammel Ryomgaard fra 1804, hvor en stor udparcellering fandt sted. De udstykkede ejendomme fik navnene Ny Ryomgaard (opr. Karlsruhe), Marienhøj (opr. Marienhof), Frederikslund (opr. Kragelund) og Margrethelund.
Gården ligger i Syddjurs Kommune i det tidligere Marie Magdalene Sogn, Sønderhald Herred, Randers Amt. Hovedbygningen er opført i 1643 og ombygget i 1768-1770. Hovedbygningen er fredet.
Gl. Ryomgård Gods er på 107 hektar.

## Ejere af Gammel Ryomgård
- (1576) Birgitte Eriksdatter Rosenkrantz gift Juel
- (1576-1605) Mogens Juel
- (1605-1606) Birgitte Eriksdatter Rosenkrantz gift Juel
- (1606) Børge Eriksen Rosenkrantz
- (1606-1613) Axel Galt
- (1613-1618) Gudde Galde
- (1618-1621) Enevold Tygesen Kruse
- (1621-1668) Jørgen Enevoldsen Kruse
- (1668-1672) Otto Pogwisch
- (1672-1677) Laurids Jensen Bording
- (1677-1703) Rasmus Lauridsen Bording
- (1703-1713) Magdalene Lauridsdatter Bording gift Fogh m.fl
- (1713-1753) Peder Jørgensen Fogh
- (1753-1756) Jørgen Fogh de Wilster
- (1756) Anne Marie Galthen gift (1) de Wilster (2) Hoff
- (1756-1798) Palle Kragh Hoff
- (1798-1799) Anne Marie Galthen gift (1) de Wilster (2) Hoff
- (1799-1804) Henrik Hansen Muhle Hoff
- (1804-1811) Peter Marcussen Wodschou
- (1811-1817) A.R.C. Brockenhuus / J. M. Holler
- (1817-1824) Peter Marcussen Wodschou
- (1824-1825) Peter Marcussen Wodschou`s dødsbo
- (1825-1834) P.V. Brockenhuus
- (1834-1854) Th. Carstensen
- (1854-1902) Christian Helenus Mourier-Petersen
- (1902) Carl Vilhelm Behagen Castenschiold
- (1902-1912) Adolf Frederik Holten Castenschiold
- (1912-1941) Jørgen Carl greve Scheel
- (1941-1945) Johannes Fogh-Nielsen
- (1945-1953) Enkefru Fogh-Nielsen
- (1953-1975) Ove Nielsen
- (1975-1985) Enkefru Else Nielsen
- (1985-2001) Else Voldstedlund
- (2001-) Frank Voldstedlund